# Флоренция
Флоренция (на италиански: Firenze [fiˈrɛntse] ; през Средновековието и в поетическия език Fiorenza) е италианска община с население от 362 742 души (към 1 януари 2023 г.), столица на регион Тоскана и на едноименния метрополен град, който е населяван от 990 527 души. Това е първата община в региона по население и център на Метрополен район Флоренция-Прато-Пистоя.
През Средновековието е много важен художествен, културен, търговски, политически, икономически и финансов център. От 1569 до 1859 г. е  столица на Велико херцогство Тоскана, което с управлението на семействата Медичи и Лотаринги се превръща в една от най-богатите и модерни държави в Италия. Различните политически превратности, финансовата и търговска мощ и влиянията във всяка област на културата превръщат града в основен кръстопът на италианската и европейската история. През 1865 г. Флоренция е провъзгласена за столица на Кралство Италия (втората след Торино), запазвайки този статут до 1871 г. – годината, която бележи края на Рисорджименто и превръщането на Рим в столица.
Важен университетски център и от 1982 г. обект на Световното културно наследство на ЮНЕСКО с историческия си център, градът се счита за място на произход на Ренесанса – осъзнаването на нова модерна ера след Средновековието и период на промяна и културно и научно възраждане, и на италианския език благодарение на флорентинския народен език, използван в литературата. През 1986 г. е обявен за Европейска столица на културата.
Той е всеобщо признат като една от световните столици на изкуството и архитектурата, както и много посещавана международна туристическа дестинация благодарение на многобройните си паметници и музеи. С неоценима стойност са художествените, литературни и научни наследства на някои от неговите знаменити граждани, истински гении от миналото, като Данте, Петрарка и Бокачо в областта на литературата, Джото, Брунелески, Донатело, Ботичели, Леонардо да Винчи и Микеланджело във фигуративното изкуство, Лоренцо де Медичи и Николо Макиавели в политическите науки, Америго Веспучи и Галилео Галилей в географските, астрономическите и физическите науки.

## География
Флоренция е разположена на живописно място, в центъра на голям амфитеатрален басейн в югоизточния край на равнината Флоренция-Прато-Пистоя, близо до първите хълмове на Тоскано-Емилианските Апенини, заобиколена от очарователните глинени хълмове на Черчина, точно над квартал „Рифреди“ и болница „Кареджи“ на север, от хълмовете на Фиезоле на североизток, Сетиняно на изток и от Арчетри, Поджо Империале и Белозгуардо на юг. Равнината, където се намира градът, се пресича от река Арно (самият град разделя разпростирането си между долините Горно Валдарно и Долно Валдарно) и от по-малки водни пътища като Муньоне, Терцоле и река Греве.
Метрополният район Флоренция-Прато-Пистоя, създаден от Регионалния съвет на Тоскана на 29 март 2000 г., включва изцяло трите провинции с население от близо 2 млн. жители. Равнинните райони на метрополния район представляват силно антропизирана среда с наличието на големи индустриални и търговски зони, където естествените пространства са ограничени. Хълмистите райони имат селскостопанско и жилищно предназначение от векове, като първоначалните гори са силно намалени, особено в районите на юг и изток от града. В равнината има неурбанизирани влажни зони в района западно от града по поречието на река Арно.

## Символи
Символът на герба и на знамето е лилията на Флоренция – символ на града от XI век. Днес лилията е червена на бял фон, въпреки че в древността цветовете са били обърнати именно според белия цвят на ириса Iris florentina. Настоящите цветове датират от 1251 г., когато гибелините, в изгнание от Флоренция, продължават да парадират със символа на Флоренция като свой собствен. Тогава гвелфите, които контролират Флоренция, се разграничават, като разменят цветовете, и те се запазват до днес. През 1809 г. Наполеон Бонапарт, с декрет се опитва да наложи нов символ за Флоренция: цъфтяща лилия върху зелена морава на сребърен фон, увенчан с червена лента и три златни пчели (символ на големите градове в Наполеоновата империя). Флорентинците не се съгласяват и указът остава без последици.
В традицията на Комедия дел арте маската, която символизира Флоренция, е Стентерело.

## Административно деление

### Историческо деление
Смята се, че през Средновековието кварталите получават името си от градските порти, които ги ограничават: Дуомо, Санта Мария, Сан Пиеро и Сан Панкрацио. С новите стени от XII век градът е разделен на следните квартали: Олтрарно, Сан Пиеро ин Скераджо, Борго дей Санти Апостоли, Сан Панкрацио, Порта дел Дуомо и Сан Пиеро.
След 1343 г. градът отново е разделен на историческите квартали, известни и до днес, и все още поддържа историческото разделение на четирите квартала на Историческия флорентински футбол, които се сблъскват ежегодно на площад „Санта Кроче“: Санта Мария Новела, Сан Джовани, Санта Кроче и Санто Спирито. Историческите квартали на града взимат името си от основните базилики и религиозна архитектура: базиликата „Санта Мария Новела“, базиликата „Санто Спирито“, базиликата „Санта Кроче„ и баптистерия „Сан Джовани“. Те образуват историческия център и следователно са част от днешния  Квартал 1.

### Съвременно деление
Община Флоренция е официално разделена на пет административни квартала:
- Квартал 1: Исторически център (Чентро Сторико)
- Квартал 2: Кампо ди Марте
- Квартал 3: Гавинана-Галуцо
- Квартал 4: Изолото-Леняя
- Квартал 5: Рифреди

Те от своя страна включват градоустройствени зони и по-малки квартали.
| Квартал     | Площ (km²) | Население (5/06) | Плътност (д/km²) | Подразделения |
| ----------- | ---------- | ---------------- | ---------------- | --- |
| 1.          | 11 396     | 67 170           | 5894             | Исторически център (Centro storico), Сан Якопино (San Jacopino), Ил Прато (Il Prato), Ла Фортеца да Басо (Fortezza da Basso), Виали (Viali), Колина юг (Collina sud), Сан Гаджо (San Gaggio) |
| 2.          | 23 406     | 88 588           | 3784             | Кампо ди Марте (Campo di Marte), Ле Куре (Le Cure), Виали (Viali), Беларива (Bellariva), Коверчано (Coverciano), Сетиняно (Settignano), Колина Север (Collina nord) |
| 3.          | 22 312     | 40 907           | 1833             | Колина юг (Collina sud), Галуцо (Galluzzo), Сан Гаджо (San Gaggio), Гавинана (Gavinana), Соргане (Sorgane), Бандино (Bandino), Парадизо (Paradiso), Сан Марчелино (San Marcellino) |
| 4.          | 16 991     | 66 636           | 3921             | Изолото (Isolotto), Леняя (Legnaia), Арджингросо (Argingrosso), Чинтоя (Cintoia), И Баси (I Bassi), Ла Казела (La Casella), Ле Тори (Le Torri), Мартиняно (Mantignano), Монтичели (Monticelli), Пиньоне (Pignone), Сан Лоренцо а Греве (San Lorenzo a Greve), Софиано (Soffiano), Сан Куирико (San Quirico), Торчола (Torcicoda), Уняно (Ugnano) |
| 5.          | 28 171     | 103 761          | 3683             | Статуто (Statuto), Ромито (Romito), Виали (Viali), Фортеца да Басо (Fortezza da Basso), Рифреди (Rifredi), Кареджи (Careggi), Кастело (Castello), Колина север (Collina nord), Новоли (Novoli), Фиренце Нова (Firenze Nova), Броци (Brozzi), Ле Пиадже (Le Piagge), Перетола (Peretola), Куараки (Quaracchi), Понте ди медзо (Ponte di mezzo)    |
| Общо всичко | 102,276    | 367 062          | 3589             | |

## Паметници и забележителности
Флоренция е всеобщо призната като град на изкуството, с безценно наследство от архитектура, картини, скулптури, историческо и научно наследство, които формират тъканта на града като в пулсиращ широко разпрострял се музей.
Обект на Световното културно наследство, признат от ЮНЕСКО през 1982 г., историческият център на Флоренция, затворен в кръга от алеи, очертани върху старите средновековни стени, обединява най-важните културни ценности на града. Ограничен от маршрута на градските стени от XIV век, изграден благодарение на постигнатата търговска и икономическа мощ, той изживява своя максимален блясък през следващите два века.
Историческият център може да бъде оценен в неговата цялост от околните хълмове, по-специално от Форт „Белведере“, от Пиацале „Микеланджело“ с романската базилика „Сан Миниато ал Монте“ и от хълма на Фиезоле, който предлага една от най-емоционалните гледки към долината на река Арно. 
Градското сърце на Флоренция е Площад „Синьория“ с величествения Палацо Векио, с галерията от скулптурни шедьоври в Лоджия „Ланци“ и с близката Галерия „Уфици“ – един от най-известните музеи на изкуството в света. Недалеч е катедралата катедралата „Санта Мария дел Фиоре“ с нейния величествен купол (най-голямата куполна зидария, строена някога). По времето на Великото херцогство се казва, че сянката му покрива цяла Тоскана. Огромната катедрала е великолепно съпровождана от Камбанарията на Джото – една от най-красивите в Италия, и баптистерия „Сан Джовани“ с известните бронзови врати, сред които се откроява златната Врата на Рая.
Река Арно, която минава през града, заема място във флорентинската история наравно с хората, които живеят там. В исторически план местните хора имат отношения на любов и омраза с реката, която последователно носи ползите от търговията и бедствията от наводненията. Сред мостовете, които я пресичат, Понте Векио е уникален в света с характерните си бижутерски магазини в малките къщи, построени върху него. Пресечен от благородническия коридор на Вазари, той е единственият мост в града, оцелял невредим през Втората световна война.
В допълнение към Уфици, Флоренция има и други големи музеи: Галерия на Академията, Барджело или дворецът Пити с неговите осем подмузея, включително Палатинската галерия. Флорентинците се хвалят, че притежават най-добрия пример за красота, както женска (Венера на Ботичели), така и мъжка (Давид на Микеланджело).
Левият бряг на Арно (Олтрарно) е район, богат на паметници, където все още може да се вдъхне, сред неговите вековни занаятчийски работилници, атмосферата на Флоренция от миналото. 
Има многобройни литературни идеи из целия град: от кварталите на къщите-кули, където надгробните плочи припомнят стиховете, че точно тези места са вдъхновили Данте Алигиери, до спокойствието на вилите на Медичите, където често се е срещала Неоплатоническата академия на Лоренцо Великолепни, до Театър „Пергола“ и Градина „Боболи“, където за първи път са поставени мелодрамите, довели до операта.
Флоренция като люлка на Ренесанса има своите шедьоври в творбите на Филипо Брунелески (Болница на невинните, базиликата „Сан Лоренцо“ и базиликата „Санто Спирито“) и на Леон Батиста Алберти (фасадата на Санта Мария Новела и Палацо Ручелай), но други художествени периоди също са оставили своите абсолютни шедьоври: от романската базилика „Сан Миниато ал Монте“ до готическата църква „Санта Кроче“ (с гробниците на много известни личности на Италия), до екстравагантността на Маниеризма на Джамболоня или на Бернардо Буонталенти (като Фонтанът на Нептун или Градина „Боболи“), до шедьоврите на великите италиански архитекти от XX век като гарата „Санта Мария Новела“ и стадионът „Артемио Франки“, съответно от Джовани Микелучи и Пиер Луиджи Нерви.
Центърът на Флоренция със своите стотици търговски дейности е рай за пазаруване и развлечения, от елегантни бутици за висока мода и ретро кафенета до оживени исторически пазари на открито.
Галерия „Уфици“ е един от най-известните музеи в Италия. Построена от Джорджо Вазари по поръчка на Козимо I де Медичи, първоначално е административна сграда за флорентинските магистрати. През 1765 г. е превърната в галерия и днес е един от най-известните музеи в света. Там се намират картини на Джото, Микеланджело, Рафаело, Рубенс, Ботичели, Тициан, Леонардо да Винчи, Филипо Липи и на още много известни художници.

## Култура

### Библиотеки
- Националната централна библиотека на Флоренция – една от най-важните европейски библиотеки
- Библиотека Лауренциана (Лаврентийска библиотека)
- Библиотека Маручелиана
- Библиотека Рикардиана
- Библиотека Морениана
- Библиотека на Академия дела Круска – най-голямата италианска библиотека по лингвистика и история на италианския език
- Библиотека на Микелоцо
- Библиотека на Кабинет „Вийосо“
- Библиотека и архив на Рисорджименто
- Библиотека с педагогическа документация (BDP – INDIRE)
- Библиотека „Уфици“ (бивша библиотека Малябекиана)
- Библиотека на Академията за изящни изкуства
- Исторически архив на Европейския съюз
- Библиотека на Военно-географския институт (IGM)
- Национален образователен център и музей
- Библиотека на Фондация „Спадолини Нуова Антолоджия“
- Документационен център „Матео Ланцони“ (Библиотека „Полимода“)

Общински библиотеки
- Библиотека „Паладжо ди Парте Гуелфа“
- Библиотека „Пиетро Туар“
- Библиотека „Фабрицио де Андрè“
- Облатна библиотека
- Детска библиотека
- Библиотека „Дино Пиерачони“
- Библиотека „Галуцо“
- Библиотека „Изолото“
- Библиотека „Марио Луци“
- Библиотека по градинарство
- Библиотека „Филипо Буонароти“
- Библиотека „Вила Бандини“
- Исторически архив на община Флоренция (Палацо Бастоджи)

### Образование

#### Училища[6]
- 76 начални училища (6 – 11 г.), от които 18 частни
- 38 средни училища от 1-ва степен (11 – 13 г.), от които 10 частни
- 94 средни училища от 2-ра степен (13 – 18 г.). Тук влизат 50 лицея (от които 23 частни), 22 технически института (от които 4 частни) и 22 професионални института
- Международно флорентинско училище (International School of Florence[7]) (Villa Le Tavernule, Via del Carota, 23/25, Баньо а Риполи)

#### Университети
Флоренция е стар университетски център и дом на известни образователни и изследователски институции. Много чуждестранни университети имат клонове или връзка с града, особено по отношение на историческите, художествените и литературните дисциплини. В града има около 30 международни университета: американски, немски, френски, английски, японски.

##### Държавни
- Флорентински университет – основан през 1321 г., той е един от най-престижните италиански университети. Предлага също двойни курсове и 30 международни курса. Двойните курсове са: бакалавърска степен по езици, литература и междукултурни изследвания, за учебната програма Италианско-унгарски двустранни изследвания в Университет Debreceni Egyetem; Магистърска степен по архитектура, за учебната програма по архитектурен дизайн в университета Тонгджи в Шанхай; Магистърската степен по финанси и управление на риска има две двойни пътеки за квалификация: една с Националното висше училище по информатика за индустрията и бизнеса (ENSIIE) в Еври-Куркурон и една с Икономическия университет в Катовице.[9] Университетът присъства и в много други центрове на Тоскана с клонове и учебни центрове в Прато, Емполи, Пистоя, Сесто Фиорентино, Сан Кашано ин Вал ди Пеза, Винчи, Каленцано, Филине Валдарно, Сан Джовани Валдарно и Лагонегро (CdL Nursing).
- Клон на Европейски университетски институт[12] (European University Institute) – международен орган за обучение за курсове за следдипломна специализация, насочени към притежатели на докторска степен (Via della Badia dei Roccettini, 9, Сан Доменико ди Фиезоле), с множество седалища във Флоренция и провинцията
- Клон на Държавния университет „Кент“[13] (Palazzo dei Cerchi, Vicolo dei Cerchi 1)
- Клон на Калифорнийския държавен университет[14] (Via Giacomo Leopardi, 12)
- Клон на Държавния университет на Флорида[15] (Borgo degli Albizi, 15)
- Клон на Университет „Джеймс Медисън“[16] (Via dei Michelozzi, 2)
- ISI Florence[17] (Държавен университет на Пенсилвания, Университет на Кънектикът, Университет на Вирджиния, Държавен университет на Аризона) (Palazzo Rucellai – Via della Vigna Nuova, 18) – за американски студенти
- Клон на Мичиганския универститет[18] и на Уисконсинския университет (Via Gramsci, 460, Сесто Фиорентино)

##### Частни
- Клон на Европейската школа по икономика (European School of Economics[19], Palazzo Rosselli Del Turco, Borgo SS. Apostoli 19). Предлага тригодишни курсове за бакалавърска степен по бизнес администрация (BScHons), следдипломни програми и курсове за специализация, включително MBA (на английски) и богат избор от магистърска степен (MSc) със стажове.
- Клон на Харвардския университет[20] (Villa I Tatti, Via di Vincigliata, 26)
- Клон на Нюйоркския университет[21] (Villa La Pietra - Via Bolognese, 120)
- Клон на Стандфордския университет[22] (Piazza Santa Maria sopr’Arno, 1)
- Клон на Сиракузкия университет[23] (Piazza Savonarola, 15)
- Клон на Университет „Дрейк“[24] (c/o Centro Lorenzo de’ Medici, Via Ricasoli, 9)
- Клон на Университет Тюлейн – SACI: Studio Art Centers International[25] (Via Sant’Antonino, 11)
- Клон на Университет „Гонзага“[26] (Piazza Antinori, 3) – йезуитски университет
- Клон на Университет „Феърфийлд“ (Via del Giglio, 15) – йезуитски университет
- Клон на Университет „Пепърдайн“[27] (Viale Milton, 41) – християнски калифорнийски университет
- Клон на Джорджтаунския университет[28] (Villa Le Balze, Via Vecchia Fiesolana, 26, Фиезоле) – католически университет

##### Други
- Организация CAPA – Global Education Network (Palazzo Galli-Tassi) – работи рамо до рамо от години с най-важните университети по света, предлагайки учебни програми в чужбина в основните университетски градове по света: Барселона, Лондон, Дъблин, Сидни и Флоренция.
- CEA Cultural Experience Abroad[29] – за американски студенти

#### Школи и академии
Във Флоренция има множество училища и професионални институти от всички нива.

##### Изкуства
- Академия за изящни изкуства
- Международен художествен университет (Universtà Internazionale d'Arte[30])
- Академия за рисувални изкуства (Accademia delle arti del disegno[31])
- Художествена академия АД'A (Accademia d'Arte AD'A[32])
- Италианска академия (Accademia Italiana[33])
- Художествен институт „Лоренцо де Медичи“ (Lorenzo de' Medici Art Institute[34])
- Художествена школа „Център Фиоренца“ (Centro Fiorenza The Art School)
- Художествена школа за свещено изкуство (Sacred Art School Firenze[35])
- Художествена школа „Леонардо да Винчи“ (Leonardo da Vinci Art School[36])
- Школа за бижутерско изкуство „Персео“ (Scuola d'Arte Orafa Perseo[37])
- Международна школа за комикси (Scuola Internazionale di Comics[38])
- Национално независимо училище за кино (Scuola Nazionale Cinema Indipendente[39])
- Киношкола „Имаджина“ (Scuola di Cinema Immagina[40])
- Академия „Немо“ (Nemo Academy[41]) – дигитални изкуства
- Школа Mohole (Scuola Mohole[42]) – кино, музика, визуални изкуства, комуникация и сторителинг
- Театрална академия на Флоренция (Accademia teatrale di Firenze[43])
- Аркетипо (Archètipo[44]) – към Общински театър „Антела“
- Международна театрална компания на Флоренция (Florence International Theatre Company[45])
- Театрална школа „Геният на лампата“ (Il Genio della Lapmada APS[46])
- Театрална школа „Възможни театри“ (Teatri Possibili[47])
- Асоциация за театрална култура Stanzone delle Apparizioni[48]
- Школа за театър и импровизация Алмавива (Scuola di teatro Almaviva[49])
- Международен хореографски център Opus Ballet (Opus Ballet - Centro Internazionale Danza e Spettacolo[50])
- Консерватория „Луиджи Керубини“ (Conservatorio Luigi Cherubini[51])
- Клон на Модния технологичен институт (Fashion Institute of Technology[52]) (Via Curtatone, 1)
- Клон на Европейския институт по дизайн (Istituto Europeo di Design[53]) (Via M. Bufalini 6/r и Via De' Pucci 6)

##### Други
- Авиационна военна школа „Джулио Дуе“ (Scuola militare aeronautica Giulio Douhet[54])
- Академия на георгофилите (Accademia dei Georgofili[55]) – историческа институция, която в продължение на 250 години насърчава изучаването на агрономия, горско стопанство, икономика и селскостопанска география сред учени и собственици на земя.

### Изследователски центрове
- Изследователска зона на Националния съвет за научни изследвания (CNR) – намира се в научния център в Сесто Фиорентино, където се намират множество институти за върхови постижения, сред които Институтът по комплексни системи (Istituto dei sistemi complessi), Европейска лаборатория по нелинейна спектроскопия (Laboratorio europeo di spettroscopia non lineare), Центърът за магнитни резонанси (Centro di Risonanze Magnetiche)
- Национален институт за документация, иновация и образователно изследване (INDIRE) – най-старият изследователски орган на Министерството на просветата, висшето образование и изследванията (MIUR).
- Художествено-исторически институт във Флоренция (Kunsthistorisches Institut di Firenze) – една от най-дългогодишните изследователски институции, посветени на историята на изкуството и архитектурата в Италия. Основан през 1897 г. по частна инициатива на група независими учени, той е част от Институти „Макс Планк“ от 2002 г. Предпочитаните теми за обучение са изкуството и визуалната култура на Италия, Европа и Средиземноморието в глобални перспективи.

### Културни институции
Флоренция е домакин на престижни културни институции, които допълнително обогатяват културното наследство на града:
- Академия дела Круска –  италианска институция (юридическо лице), обединяваща учени и експерти по лингвистика и филология на италианския език. Тя е сред най-престижните лингвистични институции в Италия и в света
- Академия на георгофилите – институция, активна в сферата на агрономическите и енологичните изследвания
- Държавен архив на Флоренция – огромен депозит от книжа и документи от всички епохи, свързани с Флоренция, от фундаментално значение за исторически, историко-художествени, лингвистични и дипломатически изследвания
- Кабинет „Вийосо“ – пресечна точка между италианската и европейската култура
- Фабрика за твърди камъни (Опифичо деле пиетре дуре) – централен институт, зависим от Министерството на културното наследство и дейности, на международно ниво, активен в областта на реставрацията и консервацията на произведения на изкуството
- Италианско общество на Данте – има за цел да насърчава всички инициативи, насочени към повишаване на познанията за фигурата и работата на Данте Алигиери.

### Музеи
Световната столица на изкуството, Флоренция, предвид огромното художествено богатство на града, има голям брой важни музеи и художествени галерии, които пазят някои от най-известните и ценни произведения в света. Тук са изредени някои от най-известните музеи в града:
- Галерия „Уфици“: една от най-известните и важни художествени галерии в света. Има несравнима колекция от ренесансово изкуство – флорентинско и друго, включително и най-голямата колекция от картини на Ботичели. Разделена е на различни зали, създадени за школи и стилове в повече или по-малко хронологичен ред. Родена от художествените колекции, натрупани през вековете от Медичите, тя също има забележителна колекция от антични скулптури и експонати, сред безбройните шедьоври на Джото, Чимабуе, Леонардо да Винчи, Микеланджело, Рафаело, Тициан, Караваджо, Албрехт Дюрер и много други други.
- Палацо Векио: представлява политическото сърце на Флоренция за около два века, преди да стане резиденция на херцог Козимо I де Медичи. Неговата история е отразена в изключителната декорация на вътрешните пространства и в художествените колекции. Съставен от няколко ядра (средновековно, ренесансово и късноренесансово), той се откроява преди всичко в интериора, проектиран от Джорджо Вазари за Козимо I и съпругата му Елеонора ди Толедо, по който, наред с други, работи и Аньоло Брондзино (Параклисът на Елеонора). Различни шедьоври са представени в изложбения маршрут, като скулптури на Донатело, Андреа дел Верокио и Микеланджело. Уникална е възможността за редовно посещение в групи с екскурзовод на тайните проходи и най-трудните за достъп среди като Кабинета на Франческо I.
- Коридор на Вазари: издигнат маршрут, който свързва Палацо Векио с Палацо Пити, минавайки през Галерия „Уфици“ и над Понте Векио. Построен е за Великия херцог Козимо I.

- Галерия на Академията: световно известна със своята колекция от статуи на Микеланджело Буонароти, включително прочутия „Давид“. Родена като помощ при обучението на студенти в близката Академия за изящни изкуства и обогатена с шедьоври от закриването на църкви и манастири във Флорентинската област, сега тя има хетерогенен изложбен маршрут, който варира от тоскански примитиви (художници на златен фон от XIII век) до шедьоврите на Ренесанса и Маниеризма, от галерията с гипсови отливки на Лоренцо Бартолини до лотарингската колекция от руски икони, до колекциите на съседния Музей на музикалните инструменти.
- Палацо Пити: най-големият монументален комплекс в града. Включва осем музея:
  - Палатинска галерия: разположена в някои от най-красивите зали на двореца, с фрески на Пиетро да Кортона и други, съдържа превъзходна „картинна галерия“, която все още се показва според декоративните критерии на мода до XIX век. С изключение на няколко престижни изключения (Ботичели, Филипо Липи), колекцията отразява годините, в които дворецът е бил украсен от Медичите, от XVI век нататък, с една от най-забележителните групи в света на произведения на Рафаело и шедьоври на Тициан, Рубенс, Караваджо и много други. Някои ценни обогатявания като банята от Елиза Бачоки и Италийската Венера от Антонио Канова датират от Наполеоновия период.
  - Монументални апартаменти: набор от 14 зали, използвани от семейство Медичи и техните наследници през вековете. Първо великият херцог на Тоскана, а след това кралят на Италия пребивават тук, по време на периода на Флоренция като столица.
  - Галерия за модерно изкуство: тази огромна колекция предлага пълна италианска панорама на артистичния период от края на XVIII век (Неокласическата епоха) до първите десетилетия на XX век и съдържа творби на, наред с други, Антонио Канова, Франческо Айец, Джовани Дюпре, Джовани Фатори, Телемако Синьорини, Силвестро Лега, Джовани Болдини, както и произведенията на Макиайолите и на футуристи като Джакомо Бала и Филипо Томазо Маринети.
  - Хазна на великите херцози: известен още като Съкровището на Медичите, съдържа огромна колекция от безценни златарски предмети, сребърни прибори, камеи, кристали, произведения от слонова кост и полускъпоценни камъни, често в зали с фрески.
  - Музей на модата и на облеклото: съдържа колекция от повече от 6000 артефакта, включително стари дрехи, аксесоари, театрални и кинематографични костюми с голямо документално значение. Това е и единственият италиански музей, който проследява подробна история на модите, които са следвали една след друга, благодарение и на наличието на множество престижни примери от италиански и чуждестранни дизайнери.
  - Музей на порцелана: колекцията от порцелан е много стара, с предмети, дадени на великите херцози от други европейски суверени или поръчани от тях.
  - Музей на каретите: карети и други транспортни средства, принадлежащи на великия херцогски двор, са изложени тук, особено датиращи от периода между края на 18 и 19 век.
  - Градина „Боболи“: свързани и с Форт „Белведере“, са един от най-важните примери за италианска градина в света. Това е истински музей на открито поради своята архитектурно-ландшафтна обстановка и колекцията от скулптури, вариращи от римски антики до XIX век. Забележително е значението, което статуите и сградите приемат в градината, като Кафехаус от XVIII век (рядък пример за Рококо стил), който позволява да се насладиш на гледката към града или лимоновата градина.
- Национален музей „Барджело“: съхранява най-важната колекция от скулптури в града с ренесансови шедьоври на Микеланджело, Донатело (като Давид на Донатело), Бенвенуто Челини, Верокио, Джамболоня, Аманати, Лоренцо Гиберти, Микелоцо, Лука дела Робия и Брунелески. Той също така съхранява изключителни колекции от приложно изкуство, от бижута до оръжия, от керамика до слонова кост.
- Музей „Сан Марко“: в древния манастир Сан Марко, той съхранява най-добрата колекция в света от произведения на Беато Анджелико, който е живял и работил тук. Самият манастир е шедьовър на архитектурата от началото на XV век, създаден от Микелоцо за Козимо де Медичи. Изложени са и други произведения на ренесансовото сакрално изкуство и лапидарият от района на Стария пазар, разрушен около 1895 г., за да направи път за Пиаца дела Република.

- Параклиси на Медичите в Базилика „Сан Лоренцо“: гробницата на династията Медичи от XV век. Сред необикновените среди, които могат да бъдат посетени, са Новата сакристия на Микеланджело и монументалната Капела на принцовете.
- Музей на фабриката за твърди камъни (Opificio delle pietre dure): една от гордостите на Флоренция и на Италия в световен мащаб. Дейността му е насочена към реставрация на произведения на изкуството и научни изследвания в тази област.
- Природонаучен музей: управляван от Флорентинския университет, той е един от най-големите и важни италиански научни музеи и е разделен на шест големи секции, разположени в толкова много райони на града: Секция по зоология „Ла Спекола“, Антропология и етнология, Секция по ботаника, Секция по геология и палеонтология, Секция по минералогия и литология и Секция на ботаническата градина (Джардино дей Семпличи) .
- Музей „Галилей“: съхранява една от най-важните научни колекции на национално и международно ниво, с оригинални инструменти, използвани от Галилео Галилей.
- Национален археологически музей: разположен в дворец от xVII век, използван като резиденция на принцеса Мария Мадалена де Медичи на пл. „Сантисима Анунциата“, той се състои от Етруска секция, Римска секция, Древногръцка секция и Египетски музей – най-важният в Италия след този в Торино.
- Музей „Опера дел Дуомо“: роден от колекцията от произведения от комплекса на Пиаца дел Дуомо., той е реорганизиран и модернизиран в помещенията през 1990-те г. Съхранява шедьоври на Микеланджело като Пиетà Бандини (където той извайва Давид), Донатело, Лука дела Робия, Лоренцо Гиберти, Андреа Пизано, Нани ди Банко и много други.
- Музей на XX век: в старата Болница на Леополдинките на пл. „Санта Мария Новела“. Посветен е на италианското изкуство от XX век и предлага селекция от около 300 произведения, разпределени в 15 зали.
- Национален фотографски музей „Алинари“ (MNAF): също се намира в Болницата на Леополдинките.

### Кино
Има много флорентински актьори и режисьори, известни на национално и международно ниво: Масимо Чекерини, Паоло Ендел, Роберто Бенини, Алесандро Пачи, Джорджо Панариело, Леонардо Пиерачони, Витория Пучини, Елена София Ричи. В града се провеждат много филмови събития в рамките на 50 дни на международното кино. В града има и филмотека.
От 1979 г. до 1991 г. Виторио Гасман, с Театралната работилница, която основава и ръководи на ул. „Санта Мария“, също е основно действащо лице на флорентинския културен свят, който привлича много от най-известните имена на италианския и световен театър и кино във Флоренция от Джорджо Албертаци (много години заместник-директор) до Орацио Коста, от Антонела Давизо до Еторе Скола, от Йовс Льо Бретон до Сиро Фероне. 

### Музика
Музиката във Флоренция вижда своето първо важно проявление във Флорентинската камерата (Камерата де Барди). Това е група благородници, които през XVI век се срещат, за да обсъждат - по чисто неформален начин, но със страст и отдаденост - музика, литература, наука и изкуства. В средата на XVI век тя представя древногръцки басни, придружени от музика, като по този начин композира първите опери и осигурява вдъхновение за раждането на симфониите през следващите векове. мелодрамата – предшественикът на операта, се ражда от Камерата във Флоренция с изпълнението на „Приказката за Дафнe“ (La favola di Dafne) на Отавио Ринучини през 1594 г. в Палацо Корси-Торнабуони.
Във Флоренция се намира Консерватория„Луиджи Керубини“, в същата сграда като Академията за изящни изкуства, Галерията на Академията и Фабриката за твърди камъни. Фабриката включва Музея на старинните музикални инструменти, в който се помещават главно инструменти от XVIII век като цигулки, виоли и виолончели, някои от които са направени от най-значимия лютиер в историята – Антонио Страдивариус, както и множество музикални куриози като клавесинът на Бартоломео Кристофори – изобретател на пианото.
Флоренция се гордее с един от най-престижните оркестри в света – световноизвестният Маджо Музикале Фиорентино, както и с един от най-важните изследователски и продуцентски центрове за нова музика и звук – Темпо Реале, основан от Лучано Берио.
В съвременната епоха има много флорентински музиканти, които са се утвърдили на високи нива. Сред всички, в съвременната класическа музика, изпъква Силвано Бусоти. От началото на 30-те г. на XX век насам сред певците, които се отличават в естрадната музика, са Одоардо Спадаро, Карло Бути, Отело Бокачини, тенорът Марио Дел Монако, Нарчизо Париджи, Рикардо Дел Турко и певецът на флорентински Рикардо Мараско. През последните години изпълнителите, постигнали успех в поп и рок музиката, са Пупо, Паоло Валези, Марко Мазини, Ирене Гранди, Джиневра Ди Марко, Пиеро Пелу, Майк Франсис, Саверио Ланца, Алесандро Балди, Алесандро Канино, групите Дирота су Куба, Бандабардо, Домине и О.Р.О.
През първата половина на 80-те години на XX век Флоренция се превръща в столица на италианската младежка култура, благодарение на един от онези синхрони, които не са случайност, а резултат от колективни намерения и таланти. Създадена е много оживена и благоприятна среда, до степен че провинциален град като Флоренция преживява експлозия на креативност, която се развива в различни посоки. Оживяват най-интересните идеи на националната сцена в областта на музиката, театъра, изкуството, нощните забавления, модата и новите комуникации, давайки началото на един от най-интелигентните културни сезони от последните десетилетия в историята на града. Раждат се списания, които ще се считат за основополагащи за т. нар. „изследователски списания“ и за независимата музика на италианската сцена като "Westuff". Дотогава малко известни клубове като Банана Мун, Казабланка, Манила, Чинема Универсале и най-вече Тенакс стават отправни точки за ъндърграунд културата, която още през 70-те години намира в дискотеката Спейс Електроник като свое основно място за изразяване. На фона на постпънка и на ню уейва се раждат музикални групи, които бързо постигат популярност, включително групи като Литфиба и Диафрама, Неон, Панков, Модà, Ъндърграунд Лайф, Ринф и Саботаж.
Раждат се първите радиостанции (Контрорадио, Радио Ченто Фиори) и първите независими лейбъли (Материали Сонори, I.R.A., Контемпо) и експериментални театрални компании като Криптон и Магадзини Криминали.

## Гастрономия
Флорентинската кухня се характеризира с пет основни елемента: тоскански хляб (плосък, безсолен, добре изпечен с хрупкава коричка и лека вътрешност), двойно пресован зехтин от хълмовете, месо (на скара, телешки стекове по флорентински, печено или задушено с вино дивечово месо като глиганско, заешко или еленско), бобови култури (боб и нахут) и вино Кианти.

## Икономика

### Индустрия и услуги
Флоренция има важна диверсифицирана икономика, активна особено в третичния сектор.
Градът е важен железопътен и пътен център: през него минават Автомагистралата на Слънцето (А1) и Автомагистрала А11 (Фиренце Маре). 
Градът също е дом на специализирани механични промишлени дейности (като Работилници „Галилео“ – производители на научни инструменти със седалище в Кампи Бизенцио и Нуово Пиньоне – бутални компресори, газови турбини, центробежни компресори, парни турбини и др., за движение на въглеводороди и газове), архитектурно осветление (Таргети Санки – третата най-важна от този тип в Европа), химическа, козметична (Проразо, Неутро Робертс), химико-фармацевтична (Ели Лили – най-големият биотехнологичен център в Италия, и Менарини), Интернет (Дада Груп), обработка на кожи (Брачалини), облекло (често в сектора на висшата мода, като Роберто Кавали, Салваторе Ферагамо, Гучи, Енрико Ковери), храна (като Муки (Тосканска млечна централа) или Акуа Пана), фотография, изображения и комуникация (Фратели Алинари – най-старото предприятие в света във фотографския сектор, основано през 1852 г.), часовникарство (Офичине Панерай), порцелан (световноизвестната Ришар-Джинори, от 2020 г. Джинори 1735) и мебели. Има множество печатни и издателски индустрии с исторически издателства. Компанията за управление, събиране и обезвреждане на отпадъци е Куадрифольо. В миналото градът е имал забележителна автомобилна индустрия (Florentia, Адами и Работилници „Ермини Фиренце“ са били родени и са имали седалище тук), както и мотоциклетна индустрия (Санвенеро и Мотопиана и в метрополния район Бета Мотор и Анчилоти). 
Флорентинското занаятчийство има древна традиция и е много разнообразно, особено в сектора на мебелите (изработка на дървени мебели и фигури, и дърворезба), декорирана хартия, бронз, златарство (известни са бижутерите от Понте Векио) и бижутерия. Производството на флорентинската сламена шапка е традиционно (с гилдии от XVI век), но днес това е почти изчезнала традиция.
В сектора на услугите са важни банковият и кредитният сектор (Финдоместик, както и изчезналите Банка Тоскана и Банка CR Фиренце) и застраховането (изчезналата Фондиария).

### Търговия
Градът е важен търговски център с високоспециализирани и много разнообразни дейности. Централната зона, в допълнение към дейностите, свързани с туризма и гостоприемството, е домакин на много търговски дейности, както традиционни (занаятчийски магазини и традиционни продукти), така и свързани с историята на града (магазини и исторически заведения, често управлявани от семейства, активни в различни сектори).
Последните десетилетия на XX век са свидетел на ерозията на пространствата на историческите бизнеси в полза на големите международни вериги, активни особено в модния сектор, които заедно с магазините, свързани с най-важните марки в сектора, изгражда в южно-западната част на центъра (особено виа де Торнабуони, виа дела Виня Нуова, виа дели Строци) луксозен търговски район.
Историческият център представлява автентичен рай за пазаруване от всякакъв вид, от елегантните бутици за висша мода и бижутерия (особено на Понте Векио) до занаятчийските продукти на пазарите и магазините (занаятчийските магазини, продаващи кожени продукти, са много развити).
Мащабната търговия на дребно е най-активна в райони извън центъра на града и в покрайнините концентрира много от дейностите си в бизнес и индустриалната зона на Озманоро, където се намира и летище „Флоренция-Перетола]]“ (Америго Веспучи).

### Мода
Флоренция има големи модни традиции, което я прави една от най-активните в страната и извън нея. В допълнение към занаятчийските магазини, особено за кожени изделия (има многобройни между Пиаца Санта Кроче и Борго де Гречи), е много важна индустрията на висшата мода. Градът може да се похвали с модни къщи като Гучи, Енрико Ковери, Роберто Кавали, Салваторе Ферагамо, Ермано Шервино, Патриция Пепе, Емилио Пучи, Рой Роджърс, Конте ъф Флорънс и много други.
Основните бутици за висша мода са съсредоточени в луксозния търговски район на ул. „Те Торнабуони“ и ул. „дела Виня Нуова“.
Градът разполага с единствения италиански музей, посветен на модата – Музеят на модата и на облеклото (в Палацо Пити), която проследява подробна история на модите, които са следвали една друга във времето, с колекция от над 6000 артефакта, включително старинни дрехи, аксесоари, театрални костюми и кинематографични произведения с голямо документално значение и множество престижни примери от италиански и чуждестранни стилисти. В двореца „Спини Ферони“ на ул. „де Торнабуони“ се намира и Музей „Салваторе Ферагамо“.  
Във Флоренция се провежда първото италианско шоу за висша мода на ул. „де Серали“ през 1953 г. Всяка година градът е домакин на серия от модни събития, които са сред най-престижните и важни на международната сцена: Пити Имаджине (Pitti Immagine). По време на събитието се организират вернисажи, големи гала вечери, презентации, модни ревюта, социални събития и ексклузивни партита в целия град и метрополния район. Поредицата от събития се провежда в различни райони на града – Бялата зала на Палацо Пити, Фортеца да Басо, Кино „Одеон“, пл. „Санта Кроче“, Салон на 500-те в Палацо Векио и др., както и в много дискотеки, нощни клубове и модни бутици в града.
В града се провеждат всяка година серия от обиколки с екскурзовод (Percorsi di Moda a Firenze), които позволяват да се посетят местата, където се създават модните продукти, които са направили и все още правят историята на града. Инициативата се популяризира от Отдела за производствени дейности и модната система на Община Флоренция, като част от проекта Mestieri della moda, който има за цел да запознае туристи от цял свят с важната традиция на Флоренция в областта на модата.
В града освен това се намира Флорентинският център за италианска мода (Centro di Firenze per la Moda Italiana) – асоциация с нестопанска цел, която има за цел да популяризира и интернационализира италианската модна система, предоставя общите линии на търговския панаир и промоционалната политика на Пити Имаджине заедно с другата флорентинска модна асоциация – EMI- Ente Moda Italia.
Във Флоренция са базирани важната школа за моден дизайн и бизнес „Полимода“ (Polimoda) и Документационният център „Матео Ланцони“ на Полимода, който представлява голяма база данни в услуга на тези, които се занимават с мода, от студенти до дизайнери, от учени до работници в индустрията. На Пиаца де Пити се намира Академия италиана (Accademia Italiana) – модно училище, което провежда курсове по мода, графика и визуална комуникация, дизайн на тъкани и организира магистърски степени по модно изкуство и дизайн на мебелни продукти. На Пиаца „Санта Кроче“ се намират Школата за кожарство (Scuola del Cuoio), както и IED Moda Lab на Европейския институт по дизайн, която организира годишни курсове, специализирани в моден дизайн и маркетинг във Флоренция.

### Пазари
В историческия център на града, но не само, има различни пазари на открито или такива, разположени под лоджии или в специални конструкции.
- Централен пазар (Меркато Чентрале)
- Пазар „Сан Лоренцо“ (Меркато ди Сан Лоренцо)
- Нов пазар (Меркато Нуово) или Пазар на прасенцето (Меркато дел Порчелино)
- Пазар „Сант Амброджо“ (Меркато ди Сант'Амброджо)
- Пазар за плодове и зеленчуци „Новили“ (Mercato ortofrutticolo di Novoli)
- Меркато деле Куре
- Пазар „Кашине“ (Меркато Кашине)
- Пазар „Санто Спирито“ (Меркато Санто Спирито)
- Пазар на пл. „Пучини“ (Меркато ди пиаца Пучини)
- Битпазар на Пиаца Гиберти
Други местни пазари са свързани с някои периферни квартали.

По време на коледния период коледният пазар „Хайделберг“ се провежда на площад „Санта Кроче“ – един от най-старите пазари в Германия, който може да се похвали с 500-годишна история. Други временни пазари се провеждат през цялата година, включително редовни битпазари и малки пазари за антики веднъж месечно на пл. „Санто Спирито“ (първата неделя), пл. „Савонарола“ (втората неделя), пл. „Индипенденца“ (третия уикенд), пл. „Далмация“ (четвъртата неделя) и пл. „Гиберти“ (последната неделя на месеца).

### Туризъм
Флоренция и нейната територия са туристическа дестинация с международен мащаб. Туристите избират града заради изкуството и културата, историческия център – обект на Световното наследство на ЮНЕСКО, над 70-те музея, дузината монументални църкви, историческите градини и паркове, вилите, потопени в незабравими пейзажи,  занаятчийската традиция, фолклорната традиция и не на последно място традицията на храната и виното. Feel Florence е официалният туристически уебсайт на община Флоренция и Метрополния град, също така е приложение, което насочва туристите и гражданите при посещения и свободно време.
Флоренция има най-голямата концентрация на произведения на изкуството в света пропорционално на размера си и като се има предвид това огромно художествено богатство на града, културният туризъм е много силен. Галерия „Уфици“ е най-посещаваният италиански музей на изкуството, най-големият градски музей и сред най-известните в света, наред с другите важни градски музеи.
Туристическият сектор за конференции и търговски панаири (Флорентинският панаир се провежда във Фортеца да Басо, в Палацо дей Конгреси и в Палацо дели Алфиери, които са съседни един на друг) претърпява огромен ръст с обновяването на конферентния център в началото на 90-те г. на XX век. На него се провеждат изложби, конференции, срещи, социални форуми, концерти и международни събития през цялата година.

## Инфраструктура и  транспорт
Флоренция се намира на главния път на връзките между Северна и Южна Италия, така че е докосната от основната инфраструктура и транспортни мрежи.

## Побратимени градове
Флоренция е побратимен град с:
| - Асмара, Еритрея. - Атина, Гърция. - Бейрут, Ливан. - Будапеща, Унгария - Валядолид, Испания. - Вождовац, Сърбия. - Газиантеп, Турция. - Гемлик, Турция. - Гранада, Испания. - Дрезден, Германия. - Единбург, Шотландия. - Ел Аюн, Мароко. | - Ереван, Армения. - Истанбул, Турция. - Исфахан, Иран. - Касел, Германия. - Киев, Украйна. - Киото, Япония. - Краков, Полша. - Кувейт, Кувейт. - Малмьо, Швеция. - Наблус, Палестинска автономия - Назарет, Израел. | - Нанкин, Китай. - Поцало, Италия - Пуебла, Мексико - Провидънс, Род Айлънд, САЩ. - Реймс, Франция. - Рига, Латвия. - Салвадор, Баия, Бразилия. - Санкт Петербург, Русия. - Сидни, Австралия. - Тирана, Албания. - Турку, Финландия от 1992 г. - Фес, Мароко. - Филаделфия, Пенсилвания, САЩ. |